# Virginia Slims of Washington 1978
Il Virginia Slims of Washington 1978 è stato un torneo di tennis giocato sul sintetico indoor. È stata la 7ª edizione del torneo, che fa parte del WTA Tour 1978. Si è giocato a Washington negli USA dal 2 all'8 gennaio 1978.

## Campionesse

### Singolare
Martina Navrátilová ha battuto in finale  Betty Stöve con il punteggio di 7–5, 6–4

### Doppio
Billie Jean King /  Martina Navrátilová hanno battuto in finale  Betty Stöve /  Wendy Turnbull con il punteggio di 6–3, 7–5